# Обидиенс

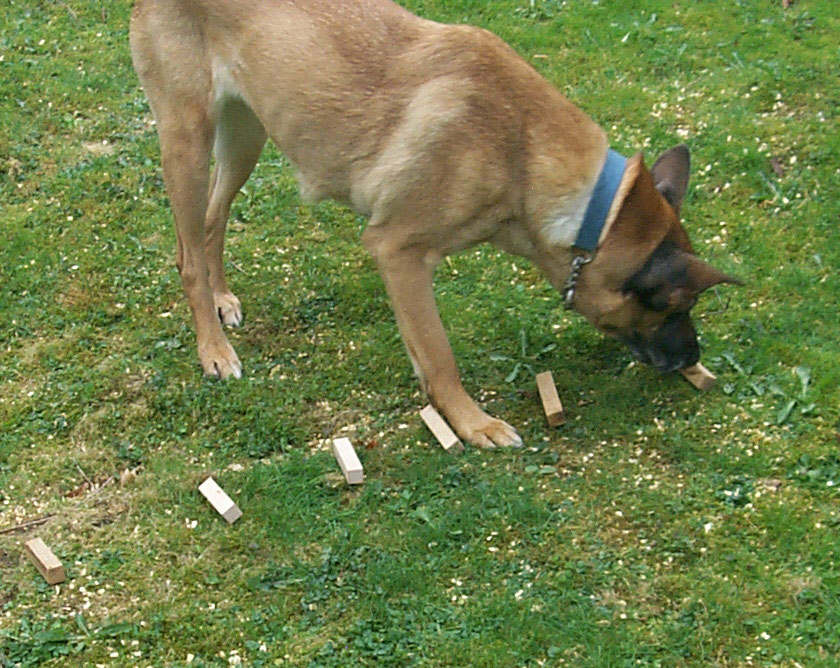
Упражнение: выборка и апортировка предмета с запахом проводника

Обидиенс (от англ. obedience — послушание) — это международный норматив по послушанию, самый сложный из всех официально признанных нормативов Международной Кинологической Федерации FCI. Обучение собаки навыкам для этого вида кинологического спорта требует от дрессировщика обширных знаний, опыта, точности в поощрении желаемого поведения и нестандартных решений в объяснении сложных задач. Подготовка щенка с нуля до выступления в самом сложном классе Обидиенс-3 занимает около трех лет при условии регулярных занятий каждый день или несколько раз в неделю.

## История
Впервые обидиенс появился в Англии. Ещё в 1920-е годы многие собаки проходили специальный курс дрессировки, отчасти напоминающий советский и российский ОКД. Постепенно этот курс начал набирать популярность. В 1950 году в Великобритании прошли первые национальные соревнования. А в 1990 году впервые прошел чемпионат мира по обидиенс. Современный международный норматив, принятый кинологической федерацией FCI, отличается от национальных правил Великобритании, которые теперь выделены в отдельный вид спорта «English style obedience».
В отличие от ОКД, который распространен и используется только в России, обидиенс — это международная система, по которой регулярно проводятся соревнования мирового уровня. Самое престижное из них — Чемпионат Мира по версии FCI. В 2016 году Чемпионат Мира проводила Российская Кинологическая Федерация в Москве.

## Уровни сложности
- Обидиенс-1 Начальный класс, самый легкий норматив. Принимать участие в соревнованиях могут собаки достигшие 10 месяцев.
- Обидиенс-2 Более сложный уровень упражнений. Чтобы перейти в этот класс, необходимо получить оценку «отлично» от судей в классе обидиенс-1.

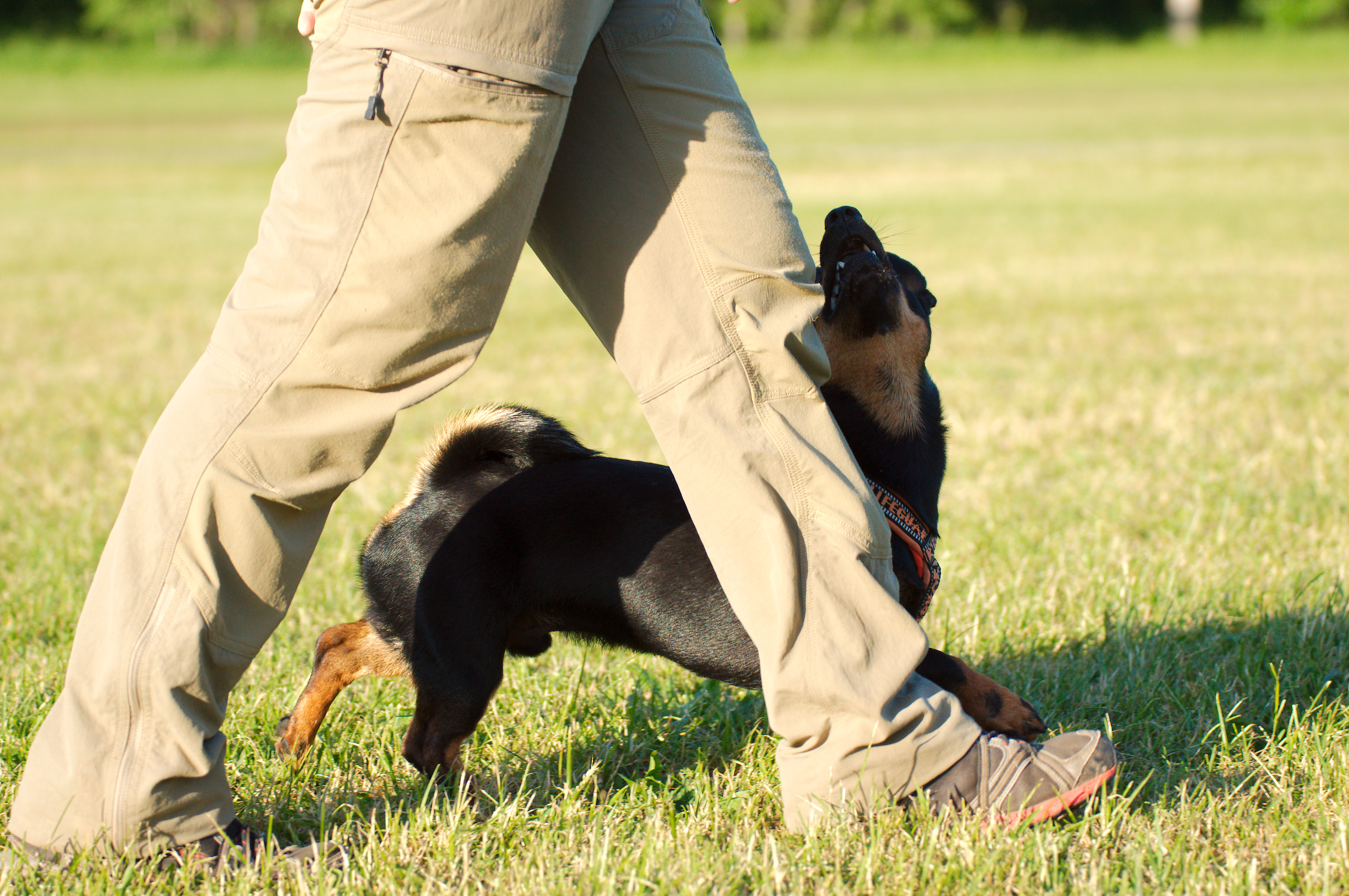
Упражнение: движение "рядом"

- Обидиенс-3 Международный уровень. Состоит из десяти упражнений наибольшего уровня сложности. По этому нормативу проходят крупные соревнования, национальные чемпионаты, Чемпионат Мира. Чтобы перейти в этот класс, необходимо получить оценку «отлично» в предыдущем классе

## Упражнения
В международном классе или классе Обидиенс-3 проводнику и собаке присуждаются баллы за следующие упражнения:
- Движение рядом — собака должна в естественной манере, но заинтересованно и сконцентрировано следовать слева от проводника, передние лапы на уровне ноги хендлера. При остановках проводника собака должна занимать положение сидя слева от ноги, при смене темпа движения также замедляться или ускорятся соответственно. Схема движения рядом заранее составляется судьей соревнований и публикуется для ознакомления участниками. Схема включает в себя движение по прямым разными темпами (обычный шаг, медленный шаг, бег), повороты в движении на 90 и 180 градусов, а также повороты и шаги в стороны и назад на месте.
- Выдержка в группе в положении «сидеть»
- Выдержка в группе в положении «лежать»
- Комплекс
- Позиции из движения
- Подзыв с остановкой и укладкой
- Апортировка по направлениям
- Выборка по запаху и поднос предмета
- Высыл в указанном направлении

- Высыл с принятием позиции и апортировкой через барьер

Максимальное количество баллов, которое судья может присудить за одно упражнение — 10, минимальное — 0. Ошибки и неточности в выполнении штрафуют от 0,5 баллов до полного обнуления упражнения.

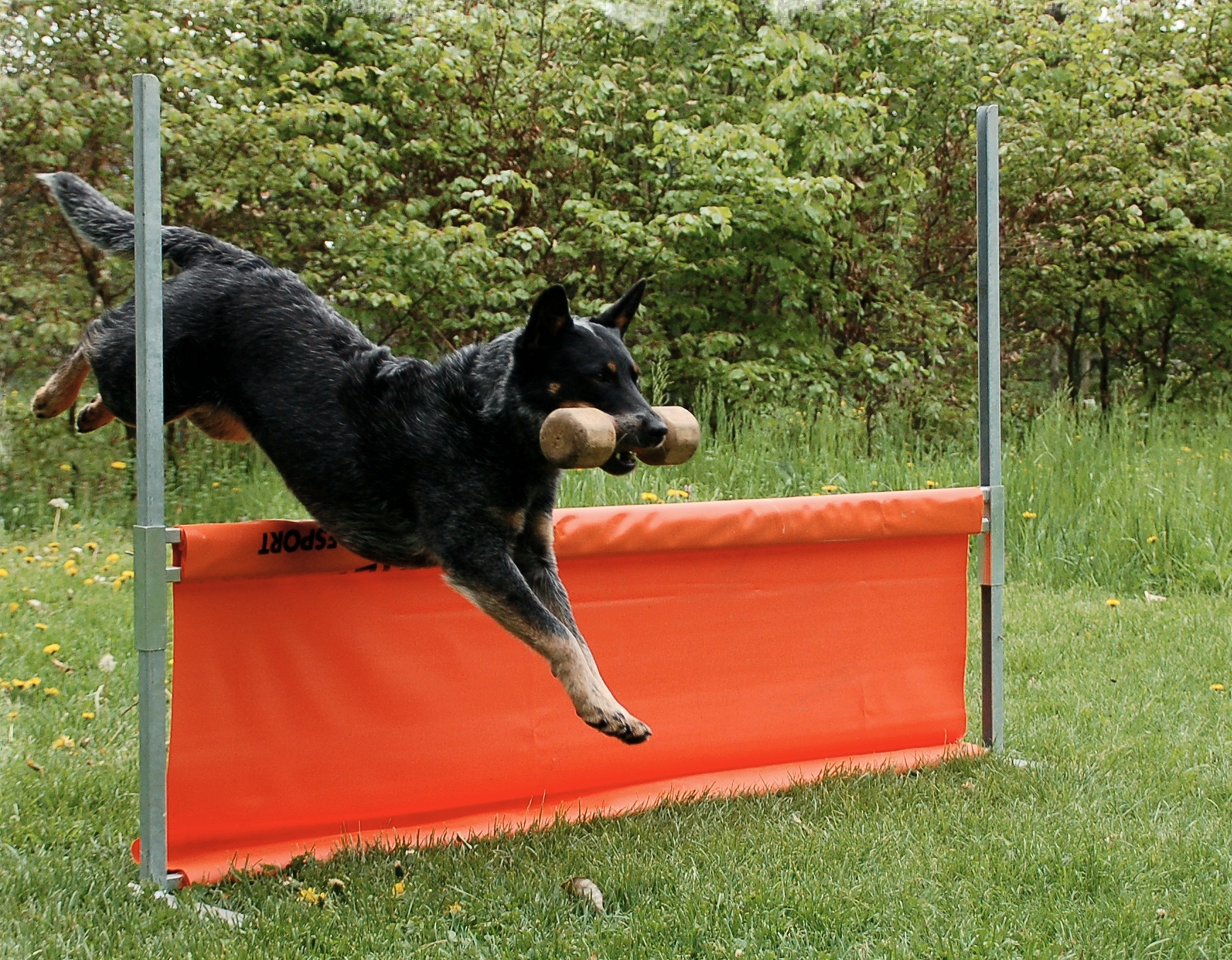
Собака выполняет апортировку через барьер

В классах обидиенс-1 и обидиенс-2 собака выполняет аналогичные, но облегченные упражнения, с уменьшенными расстояниями, упрощенными навыками, разбитыми на более мелкие элементы. Однако все они являются частью систематической подготовки собаки к выступлению в международном классе.

## Судейство
При выступлении проводника с собакой в соревновательном ринге в нем также находится стюард, который руководит действиями спортсмена во время выполнения упражнений, помощники, раскладывающие и устанавливающие необходимые предметы (апортировки, палочки для выборки, конусы, барьеры и т. п.) и судья соревнований, выставляющий оценки спортивной паре. На наиболее крупных и важных стартах, таких как национальные чемпионаты и Чемпионат Мира, судейство проводится несколькими экспертами. В таком случае все баллы могут складываться и в зачет пойдет среднее арифметическое, либо суммируется самый высокий и самый низкий балл, и среднее арифметическое пойдет в зачет спортивной пары.

## Чемпионат Мира по обидиенс
Чемпионат Мира по обидиенс —самые престижные и многочисленные международные соревнования в этом виде спорта. Они проводятся под эгидой МКФ раз в год в различных странах Европы. Соревнования проводятся в личном и командном зачете, участвуют национальные сборные стран, членов МКФ, прошедшие серию отборочных соревнований в своих странах, чтобы получить право представлять их на Чемпионате мира. В 2016 году Чемпионат мира по обидиенс прошел в Москве, собрал более восьмидесяти участников и стал одним из наиболее успешных по организации мероприятия.  